# Драгоманови
Драгоманови — український козацько-старшинський рід грецького походження, що отримав дворянство в Російській імперії. 
Найвідомійші представники роду Михайло Петрович Драгоманов та Олена Пчілка. 

## Походження
Про походження роду Драгоманових Олена Пчілка писала: «Як звісно, слово „драгоман“ і в нашій мові здавен мало значення назви загальної, а не імені власного [...]; слово це по своєму первісному змісту означає — перекладач; можливо, що означало воно взагалі назву якогось урядовця при чужоземній державі, а як і український уряд мав різні взаємини з урядами чужоземними, то й при уряді гетьманському були драгомани — перекладачі або й взагалі люди причетні до якоїсь місії, посольства». Але ці, а також інші твердження Ольги Петрівни, що її дід Яким «служив при гетьманськім уряді генеральним суддею і одружився з дочкою також доволі значного урядовця, військового обозного Колодяжинського», не мають відомих документальних підтверджень.
Згідно з наявними архівними джерелами, засновник роду Стефан Драгоманов походив з грецького шляхетського роду, та в часи Гетьманщини служив в чині значкового товариша, а пізніше був призначений війтом переяславського магістрату:
|                                                             | Подано 1784 года іюня 17 дня. В Комиссію о разборѣ дворянства Черниговской губерніи. Доказательство войскового товарища Акима Степановича сына Драгоманова о дворянском его достоинствѣ. Род его Драгоманова, сколько по неоспоримым доказательствам есть извѣстно, происходит из шляхетства греческой націи, ибо отец его Стефан Юріев сын Драгоманов, по шляхетской природѣ своей, как с представляемых у сего в подлинникѣ письменных видов видѣть можно, и 1728 года в бывшем Переяславском полку чрез двадцать пять лѣт служил в чинѣ значковаго товарища, а потом в награжденіе толь долговременной в разных военных походах продолжительной службы, в 1755 годѣ от бывшей генеральной военной канцеляріи опредѣлен первѣе к правленію за войта в магистратѣ переяславском, а потом в 1756 годѣ и дѣйствительно произведен в чин настоящего войта магистрата переяславского, в котором чинѣ в 1768 годѣ и умре; поелику же сей чин по содержанію степеней бывших малороссійских чинов и правительств был почетный, то потому он, Драгоманов, как чиновничей сын, малороссійскою коллегіею произведен войсковым канцеляристом в 1766 годѣ, а наконец за добропорядочное и усердное в том званію продолженіе службы произведен в настоящій чин войскового товарища. В доказательство изложенного представляет он, Драгоманов, в оригиналѣ гетманскій 1757, августа 23 и бывшей генеральной войсковой канцеляріи 1755, октября 13, 1756 года, генваря 26 чисел данные … его на тѣ чина и службу его с вышепоказанного 1728 года из прилагающія ордера, о которых поелику неоспоримо доказывается, что род его, Драгоманова, по шляхетном отцѣ его состояніи и чинам, восходит дѣйствительно до ста лѣт, то, в разсужденіи того, и просит он, Драгоманов, во исполненіи в высочайшей грамотѣ о дворянствѣ правил, рассмотрѣния о внесеніи его с женою и сыновьями Иваном, Алексѣем, и дочерьми Еленою и Парасковіею в надлежащую по роду дворянства часть родословной книги по Черниговской губерніи. На чин же его Драгоманова, прилагается патент сентября 30-го 1783 года, также что он по женѣ его, дочерѣ умершаго полкового Гадячскаго судьи дочерѣ Аннѣ имѣет во владѣніи недвижимое имѣніе и подданых людей уѣзда Гадячскаго в селе Монастырских Будищах и уѣзда Лохвицкаго в селе Сергеевкѣ, там же при хуторѣ состоящем у Меликах его, называемых Колодяжнянскаго, о том выпись из бывшаго земскаго повѣта Гадячскаго суда 1777 года, сентября 16 дня, выданому, у сего ж прилагается; каков же в родѣ его, Драгоманова, с давних времен употребляется предковскій герб, с онного образѣц при сем включается. |
| — Войсковый товарищ Яким Драгоманов 1784 года, іюня 13 дня. | |

Його нащадки послідовно обирали для себе військову сферу діяльності, поступово заміняючи її адміністративними посадами. Належали до кола дрібних поміщиків Полтавщини. Достовірні відомості про подальшу долю роду існують лише про гілку Петра Якимовича.

## Родова схема

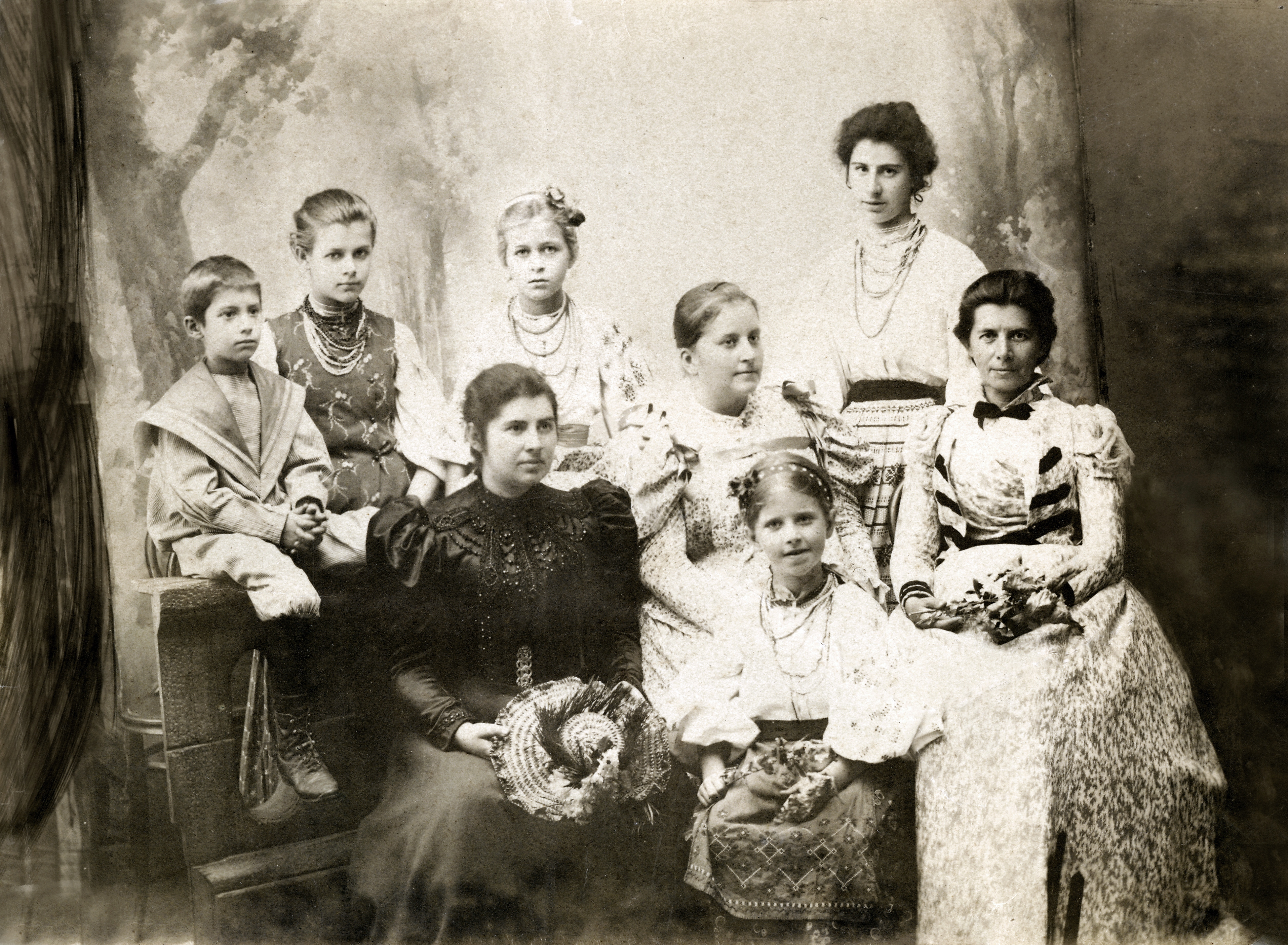
Драгоманови й Косачі у 1890-х. Сидять, зліва направо: Світозар, Лідія, Олександра (дружина Олександра Драгоманова) з донькою Оксаною, Олена Пчілка. Стоять, зліва направо: Оксана й Ізидора Косач та Аріадна Драгоманова

- Юрій Драгоманов (*? — †?)
  - Стефан Юрійович (*? — †1768)[6]
    - Яким Степанович (*? — †?) ∞ Ганна Якимівна Колодяжинська (*? — †?)[7]
      - Іван Якимович (*? — †?)[8]
      - Олексій Якимович (*1788 — †1856)[9]
      - Яків Якимович (*1801 — †1840)
      - Петро Якимович (*1802 — †1860) ∞ Єлизавета Іванівна Цяцька (*1821 — †1895)
        - Михайло Петрович (*1841 — †1895) ∞ Людмила Михайлівна (*1842 — †1918)
          - Лідія Михайлівна (*1866 — †1937) ∞ Іван Дімітров Шишманов (*1862 — †1928)
            - Дмитро Іванов Шишманов (*1889 — †1945)

          - Світозар Михайлович (*1884 — †1958)
            - Михайло Світозарович (*? — †?)[10]
            - Людмила Світозарівна (*1915 — †1986)
            - Наталя Світозарівна (*? — †?)
            - Аріадна Світозарівна (*? — †?)

          - Аріадна Михайлівна (*1877 — †1954)[11] ∞ Іван Іванович Труш (*1869 — †1941)
            - Мирон Іванович Труш (*1908 — †1978)
            - Роман Іванович Труш  (*1914 — †1998)
            - Аріадна Іванівна Труш (*1906 — †?)

        - Ольга Петрівна (*1849 — †1930) ∞ Петро Антонович Косач (*1842 — †1909)
          - Михайло Петрович Косач (*1869 — †1903) ∞ Олександра Євгенівна Судовщикова (*1867 — †1924)
            - Євгенія Михайлівна Косач (Мільська) (*1889 — †1977)

          - Лариса Петрівна Косач (*1871 — †1913) ∞ Климент Васильович Квітка (*1880 — †1953)
          - Ольга Петрівна Косач (*1877 — †1945) ∞ Михайло Васильович Кривинюк (*1871 — †1944)
            - Михайло Михайлович Кривинюк (*1905 — †1993)
            - Василь Михайлович Кривинюк (*1920 — †1987)

          - Оксана Петрівна Косач (*1882 — †1975) ∞ Антон Шимановський (1878 — †1941)
            - Оксана Антонівна Шимановська (Гааб) (*1911 — †1998)

          - Микола Петрович Косач (*1882 — †1975) ∞ Наталія Григорівна Дробиш  (*1890 — †1975)
            - Юрій Миколайович Косач (*1909 — †1990)

          - Ізидора Петрівна Косач (*1888 — †1980) ∞ Юрій Григорович Борисов (*? — †1941)
            - Ольга Юріївна Борисова (*1914 — †2001)

        - Іван Петрович (*? — †?)
        - Варвара Петрівна (*? — †?)
        - Олена Петрівна (*? — †?)
        - Олександр Петрович (*між 1860-1864 — †1919)[12] ∞ Олександра Василівна (*? — †?)
          - Оксана Олександрівна (*1894 — †1961)[13]

      - Параскевія Якимівна (*? — †?)
      - Ганна Якимівна (*? — †?)
      - Олена Якимівна (*? — †?)
      - Єлизавета Якимівна (*? — †?)